# Reichskommissariat Papen II
Das Reichskommissariat Papen II bildete nach dem sog. Preußenschlag die faktische Preußische Staatsregierung von Oktober bis Dezember 1932. Staatsrechtlich war jedoch das Kabinett Braun III weiterhin im Amt.
| Amt                                           | Name                      | Partei    |
| --------------------------------------------- | ------------------------- | --------- |
| Reichskommissar                               | Franz von Papen           | parteilos |
| Inneres und stellvertretender Reichskommissar | Franz Bracht              | parteilos |
| Justiz                                        | Heinrich Hölscher         | parteilos |
| Finanzen                                      | Johannes Popitz           | parteilos |
| Wirtschaft und Arbeit                         | Friedrich Ernst           | parteilos |
| Landwirtschaft                                | Magnus Freiherr von Braun | DNVP      |
| Unterricht                                    | Wilhelm Kähler            | DNVP      |